# Бруно Увіні
Бруно Увіні (порт. Bruno Uvini, нар. 3 червня 1991, Капіварі) — бразильський футболіст, захисник «Токіо» та національної збірної Бразилії.

## Клубна кар'єра
Народився 3 червня 1991 року в місті Капіварі, штат Сан-Паулу.
Вихованець юнацьких команд футбольних клубів «Капіварі», ПАЕК та «Сан-Паулу».
У дорослому футболі дебютував у сезоні 2010 року виступами за «Сан-Паулу», в якому провів два сезони, взявши участь лише у 8 матчах чемпіонату.
14 лютого 2012 року Увіні на правах оренди до кінця сезону перейшов в «Тоттенхем Хотспур», проте так і не дебютував за основну команду і влітку 2012 року повернувся у «Сан-Паулу».
30 серпня 2012 року уклав п'ятирічний контракт з італійським «Наполі». У складі неаполітанців не заграв і був відданий в оренду спочатку до «Сієни», а згодом до «Сантуса».

## Виступи за збірні
2010 року дебютував у складі юнацької збірної Бразилії, взявши участь у 3 іграх на юнацькому рівні та відзначившись 2 забитими голами.
2011 року залучався до складу молодіжної збірної Бразилії, разом з якою брав участь у молодіжному чемпіонаті Південної Америки 2011 року та молодіжному чемпіонаті світу 2011 року, здобувши на обох турнірах титул чемпіона.
Всього на молодіжному рівні Увіні зіграв у 13 офіційних матчах.
2012 року захищав кольори олімпійської збірної Бразилії на Олімпійських іграх 2012 року у Лондоні.
26 травня 2012 року дебютував в офіційних матчах у складі національної збірної Бразилії в товариській грі зі збірною Данії, яка завершилася поразкою європейців з рахунком 1-3.
Провів у формі головної команди країни 3 матчі.

## Статистика виступів

### Статистика клубних виступів
Станом на 22 червня 2012 року
| Сезон                 | Команда               | Чемпіонат             | Чемпіонат | Чемпіонат | Національний кубок | Національний кубок | Національний кубок | Континентальні кубки | Континентальні кубки | Континентальні кубки | Інші змагання | Інші змагання | Інші змагання | Усього | Усього |
| Сезон                 | Команда               | Ліга                  | Ігор      | Голів     | Ліга               | Ігор               | Голів              | Ліга                 | Ігор                 | Голів                | Ліга          | Ігор          | Голів         | Ігор   | Голів  |
| --------------------- | --------------------- | --------------------- | --------- | --------- | ------------------ | ------------------ | ------------------ | -------------------- | -------------------- | -------------------- | ------------- | ------------- | ------------- | ------ | ------ |
| 2010                  | «Сан-Паулу»           | ЛП+A                  | 0+2       | 0+0       | -                  | -                  | -                  | -                    | -                    | -                    | -             | -             | -             | 2      | 0      |
| 2011                  | «Сан-Паулу»           | ЛП+A                  | 0+6       | 0+0       | КЛ                 | 0                  | 0                  | -                    | -                    | -                    | -             | -             | -             | 6      | 0      |
| 2012                  | «Сан-Паулу»           | ЛП+A                  | 0+0       | 0+0       | -                  | -                  | -                  | -                    | -                    | -                    | -             | -             | -             | 0      | 0      |
| Усього за «Сан-Паулу» | Усього за «Сан-Паулу» | Усього за «Сан-Паулу» | 8         | 0         |                    | 0                  | 0                  |                      | 0                    | 0                    |               | 0             | 0             | 8      | 0      |
| 2011–12               | «Тоттенхем Хотспур»   | ПЛ                    | 0         | 0         | -                  | -                  | -                  | -                    | -                    | -                    | -             | -             | -             | 0      | 0      |
| Усього за кар'єру     | Усього за кар'єру     | Усього за кар'єру     | 8         | 0         |                    | 0                  | 0                  |                      | 0                    | 0                    |               | 0             | 0             | 8      | 0      |

### Статистика виступів за збірну
Станом на 22 червня 2012 року
| Дата       | Місто     | Господарі | Результат | Гості    | Турнір           | Голи | Примітки |
| ---------- | --------- | --------- | --------- | -------- | ---------------- | ---- | -------- |
| 26/05/2012 | Гамбург   | Данія     | 1 – 3     | Бразилія | товариський матч | -    |          |
| 03/06/2012 | Арлингтон | Бразилія  | 0 – 2     | Мексика  | товариський матч | -    |          |
| 09/06/2012 | Нью-Йорк  | Аргентина | 4 – 3     | Бразилія | товариський матч | -    |          |
| Усього     |           | Матчів    | 3         |          | Голів            | 0    |          |

## Титули і досягнення
- Переможець молодіжного чемпіонату світу (1):

Бразилія U-20: 2011
- Переможець молодіжного чемпіонату Південної Америки (1):

Бразилія U-20: 2011
- Срібний призер Олімпійських ігор (1):

Бразилія (олімп.): 2012
- Переможець чемпіонату Саудівської Аравії (1):

«Аль-Наср» (Ер-Ріяд): 2018/19
- Володар Кубку Італії (1):

«Наполі»: 2013/14